# Oplontis
Oplontis (ou Oplonti, ou Oplonte) est un site dans la région italienne de Campanie, enseveli — comme Pompéi, Herculanum et Stabies — sous l'éruption du Vésuve en 79. Il figure sur la carte médiévale de Peutinger. En ce XXIe siècle, la ville de Torre Annunziata, en province de Naples, occupe cet emplacement. De ce fait, seules les fouilles de la villa de Poppée y sont actuellement accessibles aux visiteurs. 
Il s'agit vraisemblablement d'un faubourg semi-urbain de Pompéi dont les habitations sont de nouvelles résidences d'otium, ou des maisons confisquées aux Samnites par le système de la deductio à l'issue de la guerre sociale qui a éclaté en 90 av. J.-C., et occupées par les colons romains.
Fouillé au moins sous les Bourbons, ce n'est qu'à partir de 1964 qu'a pu être mise au jour sur le site une fastueuse villa romaine (Ier siècle av. J.-C.), présumée avoir appartenu à Poppée, la seconde épouse de Néron.
Les résultats de recherches plus récentes ont permis de rattacher Oplontis aux Calpurnii Pisones, famille prestigieuse dont les membres furent alliés à Pompée.

## Découverte
Les premières fouilles menées pour retrouver l’antique Oplontis – une zone suburbaine de Pompéi incluant des zones d’activité commerciale et des villas de villégiature (ou d'otium) ensevelies au cours de l’éruption du Vésuve en 79 – sont entreprises au cours du XVIIIe siècle par Francesco La Vega. Ce dernier fait creuser un tunnel près du canal Conte di Sarno et met au jour un bâtiment antique qu’il nomme alors « Villa A », mais les fouilles sont abandonnées en raison de l’air malsain qui émane dans cette zone. En 1839, d’autres fouilles sont menées et révèlent le péristyle du quartier servile de la villa ainsi qu’une fontaine. À cause du manque de fonds, les travaux d’excavation sont suspendus en 1840, malgré l’importance du site et les éléments découverts sont achetés par l’État italien.

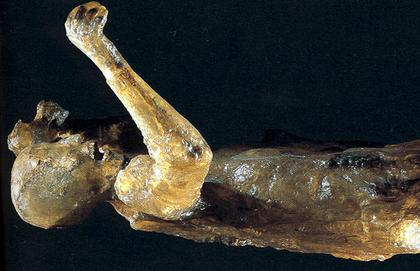
Dame d'Oplontis, moulage en résine époxy.

Une nouvelle campagne de fouilles est organisée en 1964, sur le site de la villa de Poppée. Une partie des murs recouverts de fresques, les mosaïques, les toits et les planchers sont restaurés, permettant d'abriter ces nouvelles découvertes. Les fouilles ont fait émerger une surface de 110 mètres sur 75 d'une couche de terre d'environ 6 mètres, dont 2 de lapilli et de sable volcanique (la villa a disparu sous le feu du Vésuve), plaçant la villa en contrebas de la ville environnante de Torre Annunziata. 
Pendant les travaux de construction d’une école en 1974, à environ 250 m de la villa, un nouveau bâtiment à deux étages avec péristyle central est mis au jour : il s’agit d’une villa rustique qui reçoit le nom de villa de Lucius Crassus Tertius ou « Villa B ». Près de cette villa sont également découverts un tronçon de voie romaine et plusieurs autres petits bâtiments.
Le site d'Oplontis est compris dans la zone archéologique de Pompéi, Herculanum et Torre Annunziata. En 1997, il est inscrit sur la liste du Patrimoine mondial de l’UNESCO. À ce jour[Quand ?], l’excavation de l’intégralité de ces deux villas n’est pas achevée, entravée par le manque de fonds et l’urbanisation de la zone.

## La Villa de Poppée
Ses dimensions, 3650 mètres carrés fouillés à ce jour sans compter la piscine et les jardins, 130 mètres sur 110, en font l'ensemble architectural le plus vaste de Campanie après la villa des Papyrus à Herculanum (260 mètres sur 70).

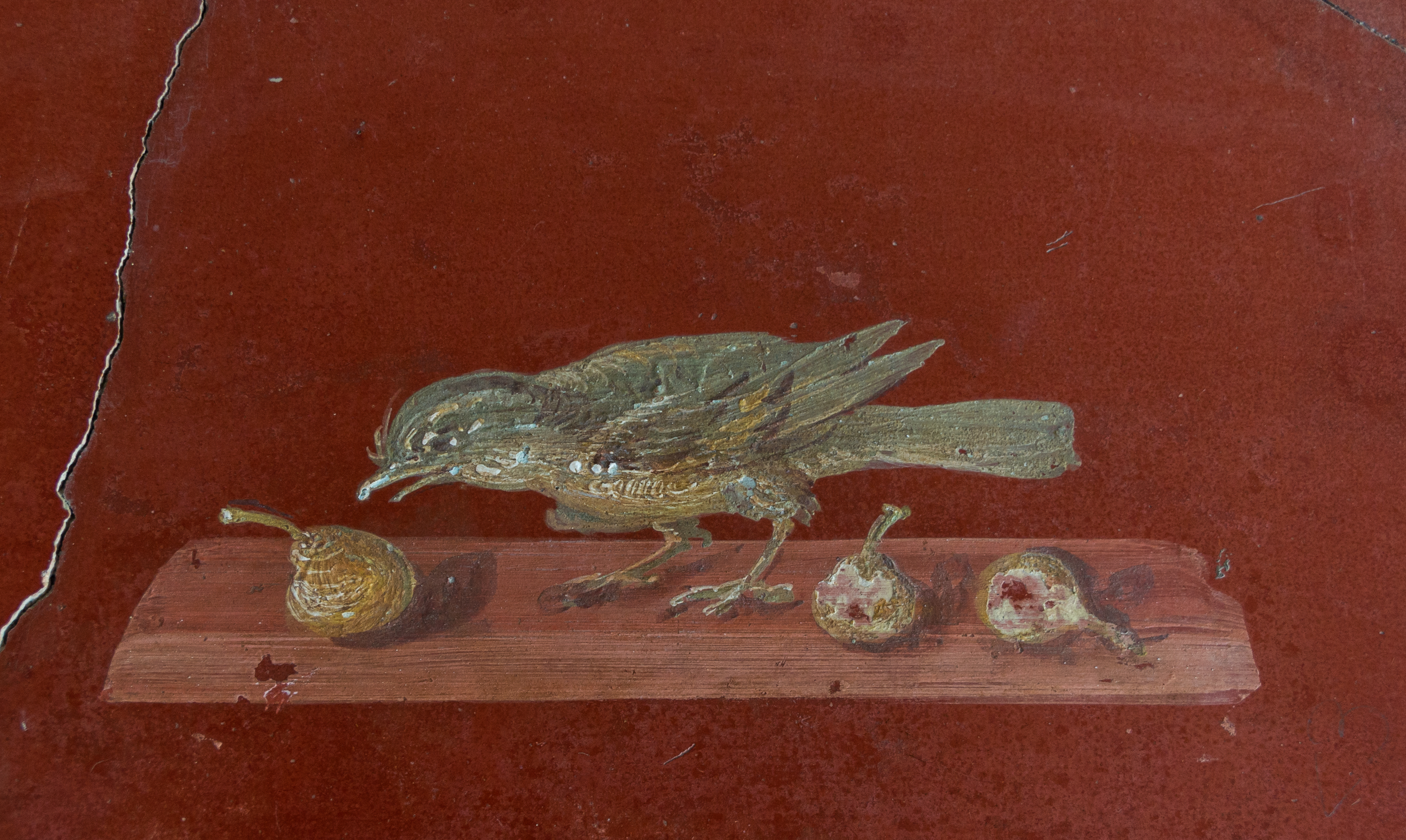
Oiseau picorant des figues

#### Éruption de 79
- Éruption du Vésuve en 79 :
- Destruction de Pompéi
- Géologie et histoire éruptive du Vésuve

#### Ressources
- Style pompéien
- Peinture romaine
- Mosaïque romaine
- Villa rustica
- Villa romaine
- Villa suburbaine
- Domus